# Arvicoline
Arvicolinele (Arvicolinae) cu denumiri mai vechi arvicolide (Arvicolidae), microtide (Microtidae), microtine (Microtinae) este o subfamilie de rozătoare răspândite în Eurasia și America de Nord, din care face parte șoarecele de câmp (Microtus arvalis), șobolanul de apă (Arvicola amphibius), șoarecele scurmător (Myodes glareolus), șoarecele subpământean (Microtus subterraneus), șoarecele de zăpadă (Chionomys nivalis), șoarecele de pământ (Microtus agrestis), șoarecele sudic de câmp (Microtus levis),  bizamul (Ondatra zibethicus), diferite specii de lemingi precum Lemmus lemmus etc. Sunt rozătoare mai ales scurmătoare, unele adaptate și la viața acvatică, a căror talie variază, în general, între cea a unui șobolan și cea a unui șoarece, dar există și forme mai mari, ca bizamul. Coada lor este turtită lateral și mai scurtă decât trunchiul cu capul împreună. Măselele celor mai multe specii au creștere continuă, sunt brăzdate pe fețele lor labială și linguală și au o suprafață de masticație cu desene caracteristice.

## Descrierea
Majoritatea arvicolinelor sunt extrem de similare ca mărime generală, înfățișare, structură și formă a corpului.
Ele sunt rozătoare mici a căror talie (cap + trunchi) variază în lungime de la 7,5 la 62  cm, iar în greutate de la 11 la 1820 g. Talia lor variază, în general, între cea a unui șobolan și cea a unui șoarece, dar există și forme mai mari, ca bizamul.
Au corpul cilindric, bondoc; coada și picioarele scurte, care sunt în general sub 50% din lungimea cap + trunchi; ochii și urechile de obicei mici și adesea ascunși în blană, capul mare și rotunjit. Coada relativ scurtă (mai scurtă decât trunchiul cu capul împreună) este acoperită cu mici solzi și peri scurți, rari și aspri. În jurul ochilor și pe bot au peri senzitivi numeroși și uneori foarte lungi. Pungile bucale absente
Blana este groasă, cu peri deși, subțiri și moi, de culoare brună, cenușiu-roșcată sau negricioasă pe spate și mai deschisă ventral. Cele mai multe specii au o culoare brună, mai deschisă ventral.
Șoarecii de munte (Alticola) sunt cenușii, galben-deschiși sau de culoare crem cu o blană lungă catifelată.
Șobolanii de apă (Arvicola) și bizamul de Florida (Neofiber alleni) au o înfățișare similară cu majoritatea arvicolinelor, dar sunt considerabil mai mari decât celelalte specii, având o greutate de până la 450 g.
Cele trei specii de șoareci de copac (Arborimus) sunt adaptate la o viață arboricolă și în consecință au cozi mult mai lungi decât la alte specii de arvicoline, de până la 70-80% din lungimea capului + trunchiului.
Șoarecii prometeu (Prometheomys) și șobolanii-cârtiță (Ellobius) sunt cele mai aberante specii de arvicoline și, spre deosebire de alte specii, sunt foarte adaptate la un stil de viață fosorial (= scurmător, care scurmă pământul). Ei au un corp cilindric cu o coadă foarte scurtă și incisivi orientați înainte, iar prin morfologia lor externă sunt asemănători superficial șobolanii-cârtiță africani din familia Bathyergidae.
Lemingii sunt în general asemănători cu alte arvicoline, dar cele mai multe specii sunt mai îndesate, mai corpolente și robuste și au cozi mai scurte. Lemingii adevărați (Lemmus) au un colorit extrem de pestriț cu amestecuri de galben-deschis, cenușiu, alb și brun, în timp ce lemingii gulerați (Dicrostonyx) au o blană de iarnă pur albă și dezvoltă, de asemenea, gheare mari pe al treilea și al patrulea deget de pe picioarele din față în timpul iernii, care este un fenomen unic printre rozătoare.
Bizamul (Ondatra zibethicus) este cea mai mare specie de arvicoline. Ei au o greutate de până la 1820 g. Deși sunt asemănători superficial cu alte arvicoline, ei sunt adaptați la o viață acvatică, având o coadă mult mai lungă, care este turtită latero-lateral, folosită drept cârmă. La membrele posterioare ei au degetele parțial unite printr-o membrană înotătoare, mărginită de peri aspri, pentru a ajuta la înot.

## Răspândirea geografică
Arvicolinele sunt larg răspândite în regiunea holarctică, fiind găsite pe întreg teritoriul al zonei temperate din America de Nord, Europa și Asia.
Lemingii se întâlnesc la latitudini nordice extreme până la Cercul Polar, iar câteva specii de șoareci arvicolini sunt endemice în munți. Bizamul este nativ în America de Nord și a  fost introdus pe scară largă în Europa și în unele regiuni din America de Sud.

## Habitatul
Arvicolinele ocupă o gamă largă de habitate. De obicei, trăiesc în zonele cu pajiști deschise și sunt extrem de numeroase în preriile americane și stepele eurasiatice.
Unele specii, cum ar fi șoarecii de pădure (Clethrionomys) sau șoarecii de copac (Arborimus) trăiesc în număr mare în tufărișuri și păduri, inclusiv în pădurile boreale nordice. Câteva specii sunt endemice pentru regiunile montane, iar șoarecii de munte (Alticola) se întâlnesc până la 6000 m deasupra nivelului mării în Himalaya.
Șobolanii de apă (Arvicola) și bizamul (Ondatra zibethicus) trăiesc în habitate acvatice dulcicole: în râuri și lacuri cu apă stătătoare. Șobolanii de apă se întâlnesc chiar și în lagune estuariene salmastre și mlaștinile costale. Lemingii trăiesc la latitudini nordice extreme, întâlnindu-se în taiga și tundră.
Arvicolinele din Europa (incluzând și speciile din România) trăiesc în zonele împădurite și pe terenurile cultivate sau cu plante spontane, de la nivelul mării până în pajiștile alpine și din zonele de stepă, până în cele de tundră.

## Hrana
Cele mai multe specii de arvicoline sunt erbivore înalt specializate. Multe se hrănesc cu frunziș, consumând cantități mari de frunze pentru a-și satisface necesitățile lor energetice. Șoarecii de câmp (Microtus) care se hrănesc cu frunzișul bogat în celuloză al ierburilor poate mânca zilnic o cantitate de frunze egală cu greutatea corpului lor. Ciclurile lor de activitate constau adesea dintr-un ciclu constant de hrănire pentru a-și umple stomacul, urmat de mai multe ore de odihnă și digestie înainte de începerea unui nou ciclu de alimentare.
Unele specii sunt polifage: șoarecii scurmători de pădure (Myodes) se hrănesc cu diferite frunze, semințe și insecte,  iar în hrana șoarecilor de câmp (Microtus arvalis) au fost identificate circa 400 specii de plante.
Șoarecii de munte (Dinaromys) și șoarecii de zăpadă (Chionomys) fac rezerve de hrană mari din frunze uscate și tulpini. Acestea sunt tăiate și lăsate să se usuce înainte de a fi transportate în culcușuri sau în crăpăturile din stâncării pentru a asigura hrană în lunile de iarnă, când frunzele proaspete sunt rare.
Lemingii se hrănesc în mare măsură cu mușchi și licheni, mai ales lemingii de pădure (Myopus schisticolor), care sunt aproape în întregime dependenți de una sau două specii de mușchi. Ei se hrănesc în timpul iernii mai ales sub stratul de zăpadă.
Șoarecii de copac (Arborimus) sunt arboricoli înalt specializați și consumă cantități mari de ace de pin, cu care ei își construiesc, de asemenea, cuiburile lor arboricole.
Șoarecii scurmători (Myodes) consumă diverși bulbi și tuberculi subterani și rod scoarța lăstarilor, iar în unele părți ale arealului lor, ei sunt foarte numeroși făcând pagube prin culturile rădăcinoase.
Bizamul este un mare consumator de plante acvatice, dar și carnivor hrănindu-se cu cantități substanțiale de crustacee acvatice, moluste bivalve și vertebrate mici.

## Importanța
Arvicolinele au o importanță mare în natură.
Unele specii sunt dăunătoare importante a culturilor agricole, în special speciile cu fluctuații ciclice de arvicoline când densitățile lor devin foarte mari în timpul maximurilor populaționale. Acestea sunt dăunători a culturilor arabile, precum și a pădurilor și livezilor prin îndepărtarea cojii de la bazele copacilor sau prin distrugerea rădăcinilor. Speciile scurmătoare provoacă, de asemenea, pagube importante culturilor rădăcinoase. Ele pot afecta în mod semnificativ densitățile populațiilor animalelor erbivore prin concurență directă pentru hrană și prin deteriorarea pășunilor.
Unele specii sunt rezervoare sălbatice importante de boli zoonotice ale animalelor de fermă sau sălbatice, ca ciuma și tularemia.
Bizamul este o specie cu blană foarte prețuită, intens vânat pentru blana sa, dar, de asemenea, ținut și crescut în ferme, ceea ce a dus la evadarea sau eliberarea lui și extinderea speciei în Europa, Asia și America de Sud. Câteva alte specii, cum ar fi șobolanul-cârtiță (Ellobius), șobolanul de apă (Arvicola), și lemingul gulerat (Dicrostonyx) sunt, de asemenea, vânate pe plan local pentru blana lor.
Lemingii sunt specii importante în miturile și legendele unor popoare indigene din latitudinile nordice.

## Sistematica
Subfamilia conține 28 genuri și 151 specii repartizate în 10 triburi: 
- Tribul Arvicolini
  - Genul Arvicola
    - Arvicola amphibius (Arvicola terrestris)
    - Arvicola sapidus
    - Arvicola scherman

  - Genul Blanfordimys
    - Blanfordimys afghanus
    - Blanfordimys bucharicus

  - Genul Chionomys
    - Chionomys gud
    - Chionomys nivalis
    - Chionomys roberti

  - Genul Lasiopodomys
    - Lasiopodomys brandtii
    - Lasiopodomys fuscus
    - Lasiopodomys mandarinus

  - Genul Lemmiscus
    - Lemmiscus curtatus

  - Genul Microtus
    - Microtus abbreviatus
    - Microtus californicus
    - Microtus chrotorrhinus
    - Microtus longicaudus
    - Microtus mexicanus
    - Microtus miurus
    - Microtus richardsoni
    - Microtus umbrosus
    - Microtus xanthognathus
    - Subgenul Microtus
      - Microtus agrestis
      - Microtus anatolicus
      - Microtus arvalis
      - Microtus cabrerae
      - Microtus dogramacii
      - Microtus guentheri
      - Microtus ilaeus
      - Microtus irani
      - Microtus levis
      - Microtus paradoxus
      - Microtus qazvinensis
      - Microtus schidlovskii
      - Microtus socialis
      - Microtus subterraneus
      - Microtus transcaspicus

    - Subgenul Terricola
      - Microtus bavaricus
      - Microtus brachycercus
      - Microtus daghestanicus
      - Microtus duodecimcostatus
      - Microtus felteni
      - Microtus liechtensteini
      - Microtus lusitanicus
      - Microtus majori
      - Microtus multiplex
      - Microtus savii
      - Microtus tatricus
      - Microtus thomasi

    - Subgenul Mynomes
      - Microtus breweri
      - Microtus canicaudus
      - Microtus montanus
      - Microtus oregoni
      - Microtus pennsylvanicus
      - Microtus townsendii

    - Subgenul Alexandromys
      - Microtus clarkei
      - Microtus evoronensis
      - Microtus fortis
      - Microtus gerbei
      - Microtus kikuchii
      - Microtus limnophilus
      - Microtus maximowiczii
      - Microtus middendorffi
      - Microtus mongolicus
      - Microtus montebelli
      - Microtus mujanensis
      - Microtus oeconomus
      - Microtus sachalinensis

    - Subgenul Stenocranius
      - Microtus gregalis

    - Subgenul Pitymys
      - Microtus guatemalensis
      - Microtus oaxacensis
      - Microtus pinetorum
      - Microtus quasiater

    - Subgenul Pedomys
      - Microtus ochrogaster

    - Subgenul Hyrcanicola
      - Microtus schelkovnikovi

  - Genul Neodon
    - Neodon juldaschi
    - Neodon irene
    - Neodon sikimensis
    - Neodon forresti
    - Neodon linzhiensis

  - Genul Phaiomys
    - Phaiomys leucurus

  - Genul Proedromys
    - Proedromys bedfordi
    - Proedromys liangshanensis

  - Genul Volemys
    - Volemys millicens
    - Volemys musseri
- Tribul Dicrostonychini
  - Genul Dicrostonyx
    - Dicrostonyx groenlandicus
      - Dicrostonyx groenlandicus exsul (Dicrostonyx exsul )
      - Dicrostonyx groenlandicus kilangmiutak (Dicrostonyx kilangmiutak)
      - Dicrostonyx groenlandicus nelsoni (Dicrostonyx nelsoni)
      - Dicrostonyx groenlandicus rubricatus (Dicrostonyx rubricatus)

    - Dicrostonyx hudsonius
    - Dicrostonyx nunatakensis
    - Dicrostonyx richardsoni
    - Dicrostonyx torquatus
    - Dicrostonyx unalascensis
    - Dicrostonyx vinogradovi
- Tribul Ellobiusini
  - Genul Ellobius
    - Ellobius alaicus
    - Ellobius fuscocapillus
    - Ellobius lutescens
    - Ellobius talpinus
    - Ellobius tancrei
- Tribul Lagurini
  - Genul Eolagurus
    - Eolagurus luteus
    - Eolagurus przewalskii

  - Genul Lagurus
    - Lagurus lagurus
- Tribul Lemmini
  - Genul Lemmus
    - Lemmus amurensis
    - Lemmus lemmus
    - Lemmus sibiricus
    - Lemmus trimucronatus
    - Lemmus portenkoi

  - Genul Myopus
    - Myopus schisticolor

  - Genul Synaptomys
    - Synaptomys borealis
    - Synaptomys cooperi
- Tribul Myodini
  - Genul Alticola
    - Subgenul Alticola
      - Alticola albicauda
      - Alticola argentatus
      - Alticola barakshin
      - Alticola montosa
      - Alticola roylei
      - Alticola semicanus
      - Alticola stoliczkanus
      - Alticola tuvinicus

    - Subgenul Aschizomys
      - Alticola lemminus
      - Alticola macrotis
      - Alticola olchonensis

    - Subgenul Platycranius
      - ' Alticola strelzowi

  - Genul Caryomys
    - Caryomys eva
    - Caryomys inez

  - Genul Eothenomys
    - Eothenomys cachinus
    - Eothenomys chinensis
    - Eothenomys custos
    - Eothenomys melanogaster
    - Eothenomys miletus
    - Eothenomys olitor
    - Eothenomys proditor
    - Eothenomys wardi

  - Genul Hyperacrius
    - Hyperacrius fertilis
    - Hyperacrius wynnei

  - Genul Myodes
    - Myodes andersoni
    - Myodes californicus
    - Myodes centralis
    - Myodes gapperi
    - Myodes glareolus
    - Myodes imaizumii
    - Myodes regulus
    - Myodes rex
    - Myodes rufocanus
    - Myodes rutilus
    - Myodes shanseius
    - Myodes smithii
- Tribul Neofibrini
  - Genul Neofiber
    - Neofiber alleni
- Tribul Ondatrini
  - Genul Ondatra
    - Ondatra zibethicus
- Tribul Pliomyini
  - Genul Dinaromys
    - Dinaromys bogdanovi
- Tribul Prometheomyini
  - Genul Prometheomys
    - Prometheomys schaposchnikowi
- incertae sedis
  - Genul Arborimus
    - Arborimus albipes
    - Arborimus longicaudus
    - Arborimus pomo

  - Genul Phenacomys
    - Phenacomys intermedius
    - Phenacomys ungava

## Specii din România
În România au fost identificate 9 specii:   
- Myodes glareolus (Clethrionomys glareolus) = Șoarece scurmător, Șoarece scurmător de pădure
- Arvicola amphibius (Arvicola terrestris) = Șobolan de apă
- Arvicola scherman (Arvicola terrestris scherman) =  Șobolan de apă de munte
- Chionomys nivalis (Microtus nivalis) = Șoarece de zăpadă
- Microtus subterraneus (Pitymys subterraneus) = Șoarece  subpământean
- Microtus agrestis = Șoarece de pământ, Șoarece de câmp cu păr lung
- Microtus arvalis = Șoarece de câmp; Șoarece cu coadă scurtă
- Microtus levis (Microtus rossiaemeridionalis) = Șoarece răsăritean de câmp, Șoarece sudic de câmp
- Ondatra zibethicus = Bizam; Ondatră, Șobolan mirositor; Șobolan moscat